# 1961 في التلفزيون البريطاني
هذه قائمة بالأحداث المتعلقة التي حدثت بالتلفزيون البريطاني منذ عام 1961.

## الأحداث

### يناير
- 1 يناير - Dechrau Canu ، Dechrau Canmol ، يعرض الغناء المسيحي في اللغة الويلزية، لأول مرة على تلفزيون بي بي سي. المسلسل لا يزال على الهواء، الآن يبث n S4C ، بعد 60 عاما.[1]
- 7 يناير - عرض The Avengers لأول مرة على قناة ITV.

### فبراير
- 3 فبراير - تم بث الحلقة الأخيرة مباشرة من شارع التتويج . من الآن فصاعدًا، يتم تسجيل جميع الحلقات مسبقًا. لن يتم البث المباشر التالي حتى 8 ديسمبر 2000 .

### مارس
- 6 مارس - يبدأ بث شارع التتويج مساء الاثنين والأربعاء الساعة 19:30. في السابق، كان يُبث يومي الأربعاء والجمعة في الساعة 19:00.[2] (انظر جدولة شارع التتويج)
- مارس - نسخة من برنامج ABC الديني المسائي يوم الأحد The Sunday Break تعرض مسرحية مثيرة للجدل بعنوان "A Man Dies" تصور يسوع المسيح مرتدياً بنطال جينز.[3] [4]

### أبريل
- 4 نيسان (أبريل) - تطلق الجنوب برنامج إخباري إقليمي لمدة 30 دقيقة كل ليلة أسبوعية يسمى " يوم بيوم".[5]
- 29 أبريل - بث تلفزيون Westward ، أول امتياز ITV لجنوب غرب إنجلترا، على الهواء.

### مايو
- لا أحداث.

### يونيو
- لا أحداث.

### يوليو
- لا أحداث.

### أغسطس
- لا أحداث.

### سبتمبر
- 1 سبتمبر - تم بث قناة Border Television ، وهي امتياز ITV للحدود الإنجليزية الاسكتلندية وجزيرة مان، على الهواء.
- 30 سبتمبر - بث تلفزيون جرامبيان، امتياز ITV لشمال شرق اسكتلندا، على الهواء.

### أكتوبر
- 1 أكتوبر - ترانيم التسبيح ، التي تصور الجماعات المسيحية تغني الترانيم، لأول مرة على تلفزيون بي بي سي، وهو أول برنامج تستضيفه تابيرناكل تشابل، كارديف. ستظل السلسلة على الهواء بعد 60 عامًا.
- 2 تشرين الأول (أكتوبر) - عرضت "وجهات نظر" ، التي تعرض رسائل المديح والنقد والتعليقات على شاشة التلفزيون في الأسابيع الأخيرة، على تلفزيون بي بي سي. ستظل السلسلة على الهواء بعد 60 عامًا.

### نوفمبر
- لا أحداث.

### ديسمبر
- 15 ديسمبر - بثت بي بي سي أول مسرح كوميدي . يبث المسلسل سلسلة من المسلسلات الكوميدية غير ذات الصلة. على مدى السنوات الـ 14 التالية، ستبث المسلسل الحلقات التجريبية للعديد من الكوميديا الشعبية، بما في ذلك Steptoe and Son ، Till Death Us Do Part ، Up Pompeii! ، طيور الكبد ، هل يتم تقديمك؟ وآخر نبيذ الصيف .

### مجهول
- أطلقت قناة Southern Television أول استبعاد إخباري محلي في المملكة المتحدة عندما أطلقت خدمة إخبارية لجنوب شرق إنجلترا من استوديوهاتها الجديدة في دوفر.

## لأول مرة

### خدمة تلفزيون بي بي سي / بي بي سي تي في
- 27 يناير - البيت تحت الماء (1961)
- 25 مارس - اسأل السيد باستري (1961)
- 4 أبريل - التقيا في مدينة (1961)
- 9 أبريل - روب روي (1961)
- 14 أبريل - أميليا (1961)
- 30 أبريل - اسأل آن (1961)
- 18 مايو - محكمة الغموض (1961)
- 4 يونيو - تريتون (1961)
- 16 يونيو - شارع ماجنوليا (1961)
- 7 يونيو - مودي إن... (1961)
- 20 يونيو - السير في ميل ملتو (1961)
- 2 يوليو - إعصار (1961)
- 1 أغسطس - السيد أمبلر (1961)
- 24 سبتمبر - غريب على الشاطئ (1961)
- 1 أكتوبر - أغاني التسبيح (1961 - حتى الآن)
- 2 أكتوبر - وجهات نظر (1961 - حتى الآن)
- 3 أكتوبر - ألف لأندروميدا (1961)
- 5 أكتوبر - لا يمكنك الفوز (1961)
- 6 أكتوبر - تجارة الخرقة (1961-1963 ، 1977-1978)
- 4 نوفمبر - Gamble for a Throne (1961)
- 16 تشرين الثاني (نوفمبر) - الوجوه السبعة لجيم (1961-1963)
- 16 نوفمبر - Jacks and Knaves (1961)
- 19 نوفمبر - قاعة موسيقى تشارلي تشيستر (1961-1962)
- 21 نوفمبر - الهروب من RD7 (1961)
- 22 نوفمبر - فرصة رعد (1961)
- 10 ديسمبر جيلبرت وسوليفان (1961)
- 15 ديسمبر - مسرح كوميدي (1961-1974)

### آي تي في
- 7 يناير المنتقمون (1961-1969)
- 25 يناير - جانجو (1961)
- 28 يناير - السيارة الخارقة (1961-1962)
- 29 يناير - قناع المهرج (1961)
- 12 فبراير - سعادة أبدية (1961-1964)
- 5 مارس - باثفايندرز إلى كوكب الزهرة (1961)
- 11 مارس - عرض آرثر أسكي (1961)
- 14 مارس - أخ لجو (1961)
- 19 مارس - الدراما 61-67 (1961-1967)
- 29 مارس - حكايات الغموض (1961-1963)
- 1 أبريل - Thank Your Lucky Stars (1961–1966)
- 29 أبريل - إذا كان التاج يناسب (1961)
- 30 أبريل سر القبر النوبي (1961)
- 15 مايو - ثلاثة أسلاك حية (1961)
- 26 يونيو - هاربرز ويست وان (1961-1963)
- 28 يونيو - محامي الأسرة (1961)
- 11 أغسطس - سري للغاية (1961-1962)
- 24 أغسطس - إيكو فور تو (1961)
- 9 سبتمبر -
  - فرقة الأشباح (1961–1964)
  - عرض جو ستافورد (1961)
  - الأرامل الفائزات (1961-1962)
- 11 سبتمبر - الوطن الليلة (1961)
- 14 سبتمبر - هاملت (1961)
- 15 سبتمبر - حرب العقيد ترومبر الخاصة (1961)
- 22 سبتمبر - طبول الحدود (1961)
- 24 سبتمبر - هضبة الخوف (1961)
- 24 سبتمبر - اتصل بأوكسبريدج 2000 (1961-1962)
- 12 أكتوبر - اثنان من نفس النوع (1961-1968)
- 31 أكتوبر - مسرح الثلاثين دقيقة (1961-1965)
- 12 نوفمبر - السير فرانسيس دريك (1961-1962)
- مجهول -</img> فلينستون (1960-1966)
- غير معروف - المطاردون (1961-1962)

## البرامج التلفزيونية المستمرة

### عشرينيات القرن الماضي
- بي بي سي ويمبلدون (1927-1939، 1946-2019، 2021-2024)

### الثلاثينيات
- سباق القوارب (1938-1939، 1946-2019)
- بي بي سي للكريكيت (1939، 1946-1999، 2020-2024)

### الأربعينيات
- شاهد مع الأم (1946-1973)
- تعال للرقص (1949-1998)

### الخمسينيات
- آندي باندي (1950–1970، 2002-2005)
- راغ وتاج وبوبتيل (1953-1965)
- الأيام الخوالي (1953-1983)
- بانوراما (1953 حتى الآن)
- كتاب مصور (1955-1965)
- ليلة الأحد في بلاديوم لندن (1955-1967، 1973-1974)
- اختر ما تريد (1955-1968، 1992-1998)
- ضاعف نقودك (1955-1968)
- ديكسون دوك جرين (1955-1976)
- ممتاز جدا (1955-1984، 2020 إلى الوقت الحاضر)
- فرصة نوكس (1956-1978، 1987-1990)
- هذا الأسبوع (1956-1978، 1986-1992)
- مسرح الكرسي (1956-1974) [6]
- ماذا تقول الأوراق (1956-2008)
- السماء في الليل (1957 إلى الوقت الحاضر)
- بلو بيتر (1958 إلى الوقت الحاضر)
- المدرج (1958-2007)
- وجها لوجه (1959-1962)
- نوجين ذا نوج (1959-1965، 1970، 1979-1982)

### الستينيات
- سايكس و... (1960-1965)
- فلينستون (1960-1966)
- شارع التتويج (1960 إلى الوقت الحاضر)

## إنتهت في عام 1961
- كل ما يخصك (1952-1961)
- نصف ساعة هانكوك (1956-1961)
- لعبة الجيش (1957-1961)
- رجل خطر (1960-1961 ، 1964-1968)
- مسرح السبت (1958-1961)
- تورشي فتى البطارية (1960-1961)
- عرض جو ستافورد (1961)

## المواليد
- 1 يناير -
  - فيونا فيليبس، صحفية ومذيعة ومقدمة برامج تلفزيونية
  - مارك وينجيت، ممثل بريطاني
- 12 يناير - سيمون راسل بيل، ممثل بريطاني
- 26 يناير - مارك أوربان، صحفي ومؤلف
- 20 فبراير - ايموجين ستابس، الممثلة البريطانية
- 21 فبراير - روس كينج، مقدم برامج تلفزيونية، ممثل ومؤلف
- 10 أبريل - نيكي كامبل، مقدمة برامج إذاعية وتلفزيونية
- 14 أبريل - روبرت كارلايل، ممثل اسكتلندي
- 18 أبريل - جين ليفيس، الممثلة الإنجليزية
- 20 أبريل -
  - نيكولاس ليندهورست، ممثل
  - بول أوشر، ممثل
- 2 مايو - فيل فيكري، شيف بريطاني شهير
- 6 مايو - بيبا هايوود، الممثلة الإنجليزية
- 12 مايو - تشارلي نيل، قارئ الطقس البريطاني الإقليمي
- 14 مايو - تيم روث، ممثل إنجليزي
- 30 مايو - هاري إنفيلد، ممثل كوميدي إنجليزي
- 24 يونيو - إيان جلين، ممثل اسكتلندي
- 25 يونيو - ريكي جيرفيه، ممثل كوميدي إنجليزي
- 27 يونيو - ميرا سيال، فنانة كوميدية وكاتبة بريطانية
- 5 يوليو - غاريث جونز، مقدم برامج تلفزيونية
- 17 يوليو - جيريمي هاردي، الممثل الكوميدي الإنجليزي وعضو اللجنة الإذاعية والمغني (توفي عام 2019)
- 5 أغسطس - جانيت ماكتيير، الممثلة البريطانية
- 7 أغسطس - برايان كونلي، ممثل كوميدي ومقدم تلفزيوني ومغني وممثل
- 16 أغسطس - ساسكيا ريفز، الممثلة البريطانية
- 18 آب - هوو إدواردز، صحفي ومقدم أخبار
- 27 أغسطس - مارك كاري، مقدم برامج تلفزيونية
- 15 سبتمبر - كولين ماكفارلين، ممثل وممثل صوت
- 7 أكتوبر - سيمون مكوي، قارئ أخبار في بي بي سي
- 10 أكتوبر - مارتن كيمب، موسيقي وممثل
- 11 أكتوبر - نيل بوكانان، فنان ومقدم وموسيقي
- 26 أكتوبر - ليندا باركر، مصممة داخلية ومقدمة برامج تلفزيونية
- 27 أكتوبر - جوانا سكانلان، ممثلة وكاتبة تلفزيونية
- 9 نوفمبر - جيل داندو، مذيعة أخبار تلفزيونية (توفي عام 1999)
- 27 نوفمبر - سامانثا بوند، الممثلة البريطانية
- 28 نوفمبر - مارتن كلونز، ممثل
- 11 ديسمبر - ماركو بيير وايت، شيف بريطاني وصاحب مطعم
- 12 ديسمبر - سارة ساتون، الممثلة البريطانية
- 19 ديسمبر - الممثل البريطاني ماثيو ووترهاوس
- 23 ديسمبر - كارول سميلي، مقدمة برامج تلفزيونية

## حالات الوفاة
- 28 سبتمبر - مايكل شيبلي، ممثل، 53 عامًا
- 12 أكتوبر - جاك ليفيسي، ممثل، 60 عامًا